# Blind Spot Information System
Il BLIS, acronimo di Blind Spot Information System, è un sistema di protezione sviluppato dalla Volvo che mira a prevenire le collisioni tra i veicoli.
Consiste in un sistema di monitoraggio tramite una telecamera installata nei retrovisori del veicolo. La telecamera sorveglia i veicoli che si avvicinano da dietro affiancandosi all'auto in marcia.
Il dispositivo fu inserito per la prima volta nell'auto sperimentale Volvo Safety Concept Car (SCC) del 2001 ed è stato poi reso  disponibile per il modello Volvo S80. Attualmente è anche impiegato sui gruppi di vetture di cui Volvo fa parte come Ford, Lincoln e Mercury.

## Funzionamento
Quando un altro veicolo entra nell'area monitorata, si accende una spia posta vicino allo specchio retrovisore centrale. Il guidatore viene quindi avvertito che un altro veicolo sta sopraggiungendo da dietro e può quindi tenersi a debita distanza.
Il sistema non rileva solo i veicoli provenienti da dietro ma anche quelli sorpassati dal proprio veicolo. Entrambi i lati dell'auto sono monitorati allo stesso modo.
Il sistema è programmato per rilevare automobili e motociclette, sia di giorno che di notte ed è stato anche dimensionato per non reagire a vetture parcheggiate, guardrail, barriere fisse o lampioni.
Il sistema è attivo alle velocità superiori ai 10 km/h. È stato programmato per avvertire la presenza di veicoli che si stanno muovendo fino 20 km/h in meno o 70 km/h in più del proprio.